# Charlie Criss
Charles Washington Criss jr., detto Charlie (Valhalla, 6 novembre 1948), è un ex cestista e allenatore di pallacanestro statunitense, professionista nella NBA.

## Palmarès
- 2 volte campione EBA (1974, 1977)
- 2 volte EBA Most Valuable Player (1976, 1977)